# 石嶺誠一郎
石嶺 誠一郎（いしみね せいいちろう、1956年9月16日 - ）は、NHKの職員で、元アナウンサー。

## 人物
東京都立三鷹高等学校を経て東京理科大学卒業後、1980年アナウンサーとして入局。
公式プロフィールによると、長崎・大阪での勤務時に相次いで大規模な自然災害に見舞われ、その報道に携わったことが印象に残っているという（雲仙普賢岳大噴火と阪神・淡路大震災）。

## 過去の出演番組
- イブニングワイドながさき（キャスター）
- ニュース610 京いちにち（「快傑!シニアの☆」のナレーション担当）
- 京都ニュース845